# Moderne vijfkamp op de Olympische Zomerspelen 2024 – Mannen
De moderne vijfkamp voor mannen tijdens de Olympische Zomerspelen 2024 in Parijs vond plaats op 8 augustus en 10 augustus. De voorrondes van ht schermen vonden plaats in de Arena Paris Nord een hal van het Parc des Expositions de Villepinte de overige vier onderdelen waren bij het Kasteel van Versailles. De Olympische titel werd met 1555 punten gewonnen door de Egyptenaar Ahmed El-Gendy, het zilver was voor Taishu Sato uit Japan en de Italiaan Giorgio Malan won de bronzen medaille.

## Format
De 36 deelnemers werden verdeeld in twee groepen van 18 atleten. De beste 9 atleten uit elke groep kwalificeerden zich voor de finale.

## Uitslagen

### Groep A
| Rang | Naam                     | Naam | Zwemmen Tijd (ptn) | Zwemmen Tijd (ptn) | Schermen Overwinningen (ptn) | Schermen Overwinningen (ptn) | Paardrijden Score (ptn) | Paardrijden Score (ptn) | schieten+lopen Tijd (ptn) | schieten+lopen Tijd (ptn) | Totaal |   |
| ---- | ------------------------ | ---- | ------------------ | ------------------ | ---------------------------- | ---------------------------- | ----------------------- | ----------------------- | ------------------------- | ------------------------- | ------ | - |
| 1    | Ahmed El-Gendy           | EGY  | 1:59.76            | 311                | 24+0                         | 245                          | 72.86                   | 267                     | 10:07.61                  | 693                       | 1516   | Q |
| 2    | Alexandre Dallenbach     | SUI  | 1:58.28            | 314                | 21+0                         | 230                          | 63.87                   | 300                     | 10:34.14                  | 666                       | 1510   | Q |
| 3    | Emiliano Hernández       | MEX  | 2:04.82            | 301                | 17+5                         | 220                          | 63.37                   | 293                     | 10:05.89                  | 695                       | 1509   | Q |
| 4    | Matteo Cicinelli         | ITA  | 1:59.90            | 311                | 19+0                         | 220                          | 56.99                   | 293                     | 10:16.62                  | (684)                     | 1508   | Q |
| 5    | Pāvels Švecovs           | LAT  | 2:02.17            | 306                | 23+0                         | 240                          | 59.74                   | 300                     | 10:40.68                  | 660                       | 1506   | Q |
| 6    | Fabian Liebig            | GER  | 2:03.81            | 303                | 17+0                         | 210                          | 58.15                   | 300                     | 10:09.13                  | 691                       | 1504   | Q |
| 7    | Jean-Baptiste Mourcia    | FRA  | 2:09.07            | 292                | 16+1                         | 207                          | 59.28                   | 293                     | 9:48.28                   | 712                       | 1504   | Q |
| 8    | Csaba Bőhm               | HUN  | 1:59.50            | 311                | 13+2                         | 194                          | 61.51                   | 300                     | 10:04.64                  | 696                       | 1501   | Q |
| 9    | Valentin Prades          | FRA  | 2:07.25            | 296                | 20+5                         | 235                          | 57.21                   | 293                     | 10:24.18                  | 676                       | 1500   | Q |
| 10   | Martin Vlach             | CZE  | 2:07.93            | 295                | 12+1                         | 187                          | 60.29                   | 300                     | 9:47.46                   | 713 OR                    | 1495   |   |
| 11   | Luo Shuai                | CHN  | 2:06.75            | 297                | 17+0                         | 210                          | 58.74                   | 286                     | 9:58.62                   | 702                       | 1495   |   |
| 12   | Todor Mihalev            | BUL  | 2:06.85            | 297                | 20+0                         | 225                          | 58.20                   | 293                     | 10:24.04                  | 676                       | 1491   |   |
| 13   | Buğra Ünal               | TUR  | 2:07.24            | 296                | 20+0                         | 225                          | 58.25                   | 283                     | 10:23.26                  | 677                       | 1481   |   |
| 14   | Marek Grycz              | CZE  | 2:00.60            | 309                | 10+0                         | 175                          | 59.73                   | 286                     | 10:16.03                  | 684                       | 1454   |   |
| 15   | Duilio Carrillo          | MEX  | 2:07.39            | 296                | 14+0                         | 195                          | 61.91                   | 279                     | 10:17.52                  | 683                       | 1453   |   |
| 16   | Georgiy Boroda-Dudochkin | KAZ  | 2:08.28            | 294                | 10+1                         | 177                          | 59.49                   | 300                     | 10:19.91                  | 681                       | 1452   |   |
| 17   | Andrés Torres            | ECU  | 1:59.70            | 311                | 16+1                         | 207                          | 54.63                   | 283                     | 11:29.63                  | 611                       | 1412   |   |
| 18   | Phurit Yohuang           | THA  | 2:02.18            | 306                | 12+1                         | 187                          | 84.66                   | 245                     | 11:03.33                  | 637                       | 1375   |   |

### Groep B
| Rang | Naam                 | Naam | Zwemmen Tijd (ptn) | Zwemmen Tijd (ptn) | Schermen Overwinningen (ptn) | Schermen Overwinningen (ptn) | Paardrijden Score (ptn) | Paardrijden Score (ptn) | schieten+lopen Tijd (ptn) | schieten+lopen Tijd (ptn) | Totaal |   |
| ---- | -------------------- | ---- | ------------------ | ------------------ | ---------------------------- | ---------------------------- | ----------------------- | ----------------------- | ------------------------- | ------------------------- | ------ | - |
| 1    | Taishu Sato          | JPN  | 2:04.93            | 301                | 21+1                         | 232                          | 61.80                   | 300                     | 10:18.02                  | 682                       | 1515   | Q |
| 2    | Jun Woong-tae        | KOR  | 1:59.90            | 311                | 22+1                         | 237                          | 58.58                   | 286                     | 10:19.14                  | 681                       | 1515   | Q |
| 3    | Giorgio Malan        | ITA  | 1:59.82            | 311                | 18+2                         | 219                          | 60.45                   | 293                     | 10:12.46                  | 688                       | 1511   | Q |
| 4    | Łukasz Gutkowski     | POL  | 2:06.21            | 298                | 20+1                         | 227                          | 61.51                   | 300                     | 10:20.74                  | 680)                      | 1505   | Q |
| 5    | Seo Chang-wan        | KOR  | 2:00.79            | 309                | 20+0                         | 225                          | 58.71                   | 300                     | 10:31.53                  | 669                       | 1503   | Q |
| 6    | Marvin Dogue         | GER  | 2:07.95            | 295                | 20+4                         | 233                          | 56.96                   | 286                     | 10:11.78                  | 689                       | 1503   | Q |
| 7    | Balázs Szép          | HUN  | 2:03.81            | 303                | 18+0                         | 215                          | 59.53                   | 293                     | 10:12.10                  | 688                       | 1499   | Q |
| 8    | Joseph Choong        | GBR  | 1:58.71            | 313                | 14+4                         | 203                          | 57.86                   | 286                     | 10:05.18                  | 695                       | 1497   | Q |
| 9    | Mohanad Shaban       | EGY  | 2:04.72            | 301                | 20+0                         | 225                          | 59.55                   | 286                     | 10:15.82                  | 685                       | 1497   | Q |
| 10   | Charlie Brown        | GBR  | 2:02.45            | 306                | 14+0                         | 195                          | 62.47                   | 300                     | 10:07.85                  | 693                       | 1494   |   |
| 11   | Vladyslav Chekan     | UKR  | 2:02.82            | 305                | 15+0                         | 200                          | 60.93                   | 300                     | 10:19.49                  | 681                       | 1486   |   |
| 12   | Li Shuhuan           | CHN  | 2:09.53            | 291                | 19+1                         | 222                          | 65.26                   | 291                     | 10:23.61                  | 677                       | 1481   |   |
| 13   | Andrés Fernández     | GUA  | 1:59.23            | 312                | 15+0                         | 200                          | 57.14                   | 286)                    | 10:36.88                  | 664)                      | 1462   |   |
| 14   | Franco Serrano       | ARG  | 2:02.56            | 305                | 15+1                         | 202                          | 56.58                   | 286                     | 10:40.88                  | 66                        | 1453   |   |
| 15   | Marcos Rojas Jiménez | CUB  | 2:01.96            | 307                | 10+0                         | 175                          | 67.56                   | 279                     | 10:41.65                  | 659                       | 1420   |   |
| 16   | Esteban Bustos       | CHI  | 2:09.70            | 291                | 13+1                         | 192                          | 72.56                   | 281                     | 10:46.96                  | 654                       | 1418   |   |
| 17   | Oleksandr Tovkai     | UKR  | 2:00.93            | 309                | 24+2                         | 249                          | EL                      | 0                       | 10:36.41                  | 664                       | 1222   |   |
| 18   | Kamil Kasperczak     | POL  | 2:12.73            | 285                | 20+0                         | 225                          | 64.48                   | 292                     | DNF                       | 0                         | 802    |   |

### Finale
| Rang   | Naam                  | Naam | Zwemmen Tijd (ptn) | Zwemmen Tijd (ptn) | Schermen Overwinningen (ptn) | Schermen Overwinningen (ptn) | Paardrijden Score (ptn) | Paardrijden Score (ptn) | schieten+lopen Tijd (ptn) | schieten+lopen Tijd (ptn) | Totaal  |
| ------ | --------------------- | ---- | ------------------ | ------------------ | ---------------------------- | ---------------------------- | ----------------------- | ----------------------- | ------------------------- | ------------------------- | ------- |
| Goud   | Ahmed El-Gendy        | EGY  | 1:59.30            | 312                | 24+0                         | 245                          | 55.71                   | 300                     | 10:02.47                  | 698                       | 1555 WR |
| Zilver | Taishu Sato           | JPN  | 2:04.21            | 302                | 21+1                         | 232                          | 59.21                   | 300                     | 9:52.85                   | 708                       | 1542    |
| Brons  | Giorgio Malan         | ITA  | 1:59.23            | 312                | 18+0                         | 215                          | 61.97                   | 300                     | 9:51.70                   | 709                       | 1536    |
| 4      | Emiliano Hernández    | MEX  | 2:03.39            | 304                | 17+6                         | 222                          | 60.54                   | 286                     | 9:40.80                   | 720                       | 1532    |
| 5      | Matteo Cicinelli      | ITA  | 1:59.06            | 312                | 19+0                         | 220                          | 58.86                   | 293                     | 9:58.23                   | 702                       | 1527    |
| 6      | Jun Woong-tae         | KOR  | 1:59.41            | 312                | 22+3                         | 241                          | 66.55                   | 287                     | 10:14.33                  | 686                       | 1526    |
| 7      | Seo Chang-wan         | KOR  | 2:01.53            | 307                | 20+2                         | 229                          | 61.06                   | 286                     | 10:02.33                  | 698                       | 1520    |
| 8      | Marvin Dogue          | GER  | 2:07.00            | 296                | 20+0                         | 225                          | 52.65                   | 293                     | 9:54.76                   | 706                       | 1520    |
| 9      | Joseph Choong         | GBR  | 1:57.52            | 315                | 14+2                         | 199                          | 61.07                   | 293                     | 9:48.09                   | 712                       | 1519    |
| 10     | Balázs Szép           | HUN  | 2:05.83            | 299                | 18+0                         | 215                          | 56.59                   | 300                     | 9:55.29                   | 705                       | 1519    |
| 11     | Jean-Baptiste Mourcia | FRA  | 2:10.05            | 290                | 16+0                         | 205                          | 58.67                   | 300                     | 9:43.94                   | 717                       | 1512    |
| 12     | Fabian Liebig         | GER  | 2:04.18            | 302                | 17+0                         | 210                          | 56.43                   | 300                     | 10:05.62                  | 695                       | 1507    |
| 13     | Csaba Bőhm            | HUN  | 1:58.94            | 313                | 13+0                         | 190                          | 56.91                   | 286                     | 9:44.87                   | 716                       | 1505    |
| 14     | Alexandre Dallenbach  | SUI  | 1:57.64            | 315                | 21+1                         | 232                          | 59.98                   | 293                     | 10:40.55                  | 660                       | 1500    |
| 15     | Łukasz Gutkowski      | POL  | 2:05.28            | 300                | 20+0                         | 225                          | 59.94                   | 286                     | 10:19.70                  | 681                       | 1492    |
| 16     | Valentin Prades       | FRA  | 2:07.07            | 296                | 20+1                         | 227                          | 59.17                   | 272                     | 10:25.43                  | 675                       | 1452    |
| 17     | Pāvels Švecovs        | LAT  | 2:03.71            | 303                | 23+0                         | 240                          | 57.47                   | 279                     | 11:10.97                  | 630                       | 1452    |
| 18     | Mohanad Shaban        | EGY  | 2:05.35            | 300                | 20+1                         | 227                          | EL                      | 0                       | 10:46.68                  | 654                       | 1181    |

OR = Olympisch record
DNS = Niet gestart
DNF = Niet gefinisht